# Moorschlammläufer

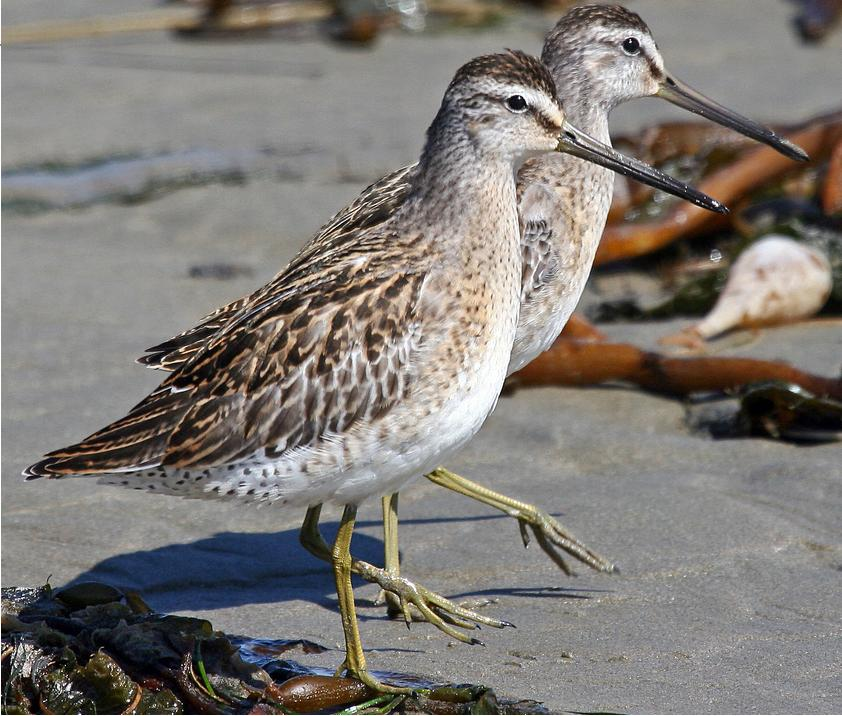
Moorschlammläufer

Der Moorschlammläufer (Limnodromus griseus), auch Kurzschnabelschlammläufer oder Kleiner Schlammläufer genannt, ist eine nordamerikanische Art aus der Gattung der Schlammläufer. Es werden drei Unterarten unterschieden. In Europa ist der Moorschlammläufer ein extrem seltener Ausnahmegast und wird dort deutlich seltener als der Große Schlammläufer beobachtet.

## Erscheinungsbild
Der Moorschlammläufer erreicht eine Körperlänge zwischen 25 und 29 Zentimeter und wiegt zwischen 65 und 154 Gramm. Die Schnabellänge beträgt das 1,5- bis 1,75fache der Kopflänge. 
Im Prachtkleid ist die Körperoberseite schwarzbraun, rotbraun und beige gefleckt. Die Körperunterseite ist lachsfarben. Die Hals- und Brustseiten sind dunkel gepunktet, die Flanken sind undeutlich braun gebändert und der Bauch ist weiß. Im Ruhekleid sind der Rücken und die Flügeldecken graubraun. Der dunkle Scheitel kontrastiert auffällig mit dem langen weißen Überaugenstreif. Die Körperunterseite ist weiß und der Hals und die Vorderbrust sind blass graubraun verwaschen.

## Verbreitungsgebiet
Der Moorschlammläufer brütet in drei voneinander getrennten Arealen im subarktischen Nordamerika. Die Brutgebiete finden sich im Norden von Québec, in Mittel- und Nordwestkanada sowie in Südalaska. Der Bestand beträgt insgesamt etwa 320.000 Individuen. Kleine Schlammläufer sind Zugvögel, ihre Überwinterungsquartiere liegen in den südlichen USA, in Mittelamerika sowie in Südamerika von Peru bis Brasilien. Die drei getrennten Populationen folgen auf ihrem Herbst- und Frühjahrszug jeweils unterschiedlichen Routen. Die Brutvögel Mittel- und Nordwestkanadas ziehen über die Great Plains und das Mississippital, die Brutvögel im Norden Quebecs folgen der Atlantikküste. Die Brutvögel Alaskas ziehen entlang der Pazifikküste und überwintern in einem Gebiet, das von Kalifornien bis nach Peru reicht.

## Lebensraum
Moorschlammläufer brüten überwiegend in der inneren Nadelwald- und Waldmoorzone sowie in sumpfigem Gelände mit niedriger Vegetation. Sie kommen auch in feuchtsumpfiger Küstentundra vor. Während des Zuges halten sie sich an Prärieseen und -tümpeln auf. In einem größeren Ausmaß als dies beim Großen Schlammläufer der Fall ist halten sie sich während des Winterhalbjahrs an der Küste auf. Hier ist der Kleine Schlammläufer vor allem auf Schlammbänken, in Flussmündungen und auf Salzmarschen anzutreffen.

## Nahrung
Der Moorschlammläufer lebt im Brutgebiet überwiegend von Bodenarthropoden. Einen großen Anteil an der Nahrung haben vor allem Larven und Puppen von Dipteren. Er frisst außerdem Schnecken, Käfer und Insektenlarven, gelegentlich auch Sämereien. Im Überwinterungsgebiet besteht die Nahrung hauptsächlich aus marinen Ringelwürmern und Weichtieren.
Bei der Nahrungssuche sticht der Moorschlammläufer rasch und heftig mit dem Schnabel in den Schlamm und zieht ihn dann wieder heraus. 

## Fortpflanzung
Das Nest ist eine flache, mit trockenen Gräsern ausgepolsterte Mulde, die im Schutz von dichtem Pflanzenwuchs angelegt wird. Das Gelege besteht aus vier Eiern. Diese sind blassgrünlich bis cremefarben und weisen dunkelbraune und hellgraue Flecken auf. Die Brutdauer beträgt 21 Tage und beide Elternvögel brüten. Die Jungvögel werden hauptsächlich durch das Männchen geführt.

## Unterarten
Es werden drei Unterarten unterschieden:
- L. g. hendersoni Rowan, 1932, die in der Mitte Canadas brütet
- L. g. caurinus Pitelka, 1950, die in Alaska brütet. Diese Art hat einen blasseren Bauch und rumpf, ist an der Brust stärker gefleckt und auf den Flanken stärker quergezeichnet
- L. g. griseus (Gmelin, JF, 1789)  ist die Nominatform, die in der Region von Quebec, in der James Bay und auf Labrador vorkommt.

## Belege

### Einzelbelege
1. ↑   Bauer et al., S: 474
2. ↑   Colston et al., S. 168
3. ↑   Bauer et al., S. 474
4. ↑   Colston et al., S. 169
5. ↑   Bauer et al., S. 475
6. ↑   Colston et al., S. 170
7. ↑   Sale, S. 205

### Weblink
- Limnodromus griseus in der Roten Liste gefährdeter Arten der IUCN 2013.2. Eingestellt von: BirdLife International, 2012. Abgerufen am 14. Januar 2014.
- Moorschlammläufer (Limnodromus griseus) bei Avibase
- Moorschlammläufer (Limnodromus griseus) auf eBird.org
- xeno-canto: Tonaufnahmen – Moorschlammläufer (Limnodromus griseus)